# Jump cut
Jump cut je izraz za nekad namjeran, nekad nenamjeran sporedni efekt kada se dva filmska ili video kadra montiraju zajedno, i kada sliče puno jedan na drugi, no ipak se razlikuju malo po poziciji ili kutu snimanja slike. Rezultat koji se dobije na taj način djeluje kao da slika želi iskočiti iz kadra, što može biti iritirajuće za gledatelje ako se to desi često i/ili slučajno u produkciji. Problem se može riješiti umetanjem treće snimke koja se razlikuje od oba prethodna snimka, tako da prijelaz između snimaka nije tako kritičan, jer je ljudskom oku teže primijetiti male razlike u oba kadra.